# سوسک جالوت
سوسک جالوت (نام علمی: Goliathus) نام یک سرده از خانواده سرگین‌چرخانان است. نام این سوسک از جالوت، یکی از پهلوانان کتاب مقدس اقتباس شده‌است. سوسک‌های جالوت دارای ۵ گونه هستند که از دیدگاه اندازه، حجم و وزن از بزرگترین حشرات روی کره زمین محسوب می‌شوند. جالوت‌ها زیرمجموعه گل‌خراش‌ها و از خانوادهٔ سرگین‌چرخانان هستند. این سوسک‌ها را می‌توان در بسیاری از جنگل‌های گرمسیری آفریقا یافت. این حشرات در آنجا، به‌طور عمده از شیره درختان و میوه‌ها تغذیه می‌کنند.
اطلاعات محدودی از چرخه لارو این حشره در طبیعت وحشی وجود دارد. هر چند در اسارت، سوسک‌های جالوت با استفاده از غذاهای غنی از پروتئین، همانند غذاهای تجاری گربه و سگ، با موفقیت از مرحله تخم به نوجوانی رسیده‌اند. اندازه سوسک‌های جالوت از ۶۰–۱۱۰ میلیمتر (۲٫۴–۴٫۳ اینچ) برای نرها و ۵۰–۸۰ میلیمتر (۲٫۰–۳٫۱ اینچ) برای ماده‌ها در بزرگسالی متغیر است و وزن آنها نیز می‌تواند میان ۸۰–۱۰۰ گرم (۲٫۸–۳٫۵ اونس) نوسان داشته باشد. جنس ماده‌های این حشره از رنگ قهوه‌ای تیره تا سفید ابریشمی است و نرها به‌طور معمول قهوه‌ای، سفید ویا سیاه‌وسفید هستند.
لاروهای سوسک جالوت در میان تمام زیرخانواده‌های مشابه تا حدودی غیرمعمول هستند چرا که در قیاس با آنها، نیازمند سبد غذایی غنی از پروتئین هستند. قرص‌های گلوله‌ای غذای خشک و نرم سگ و گربه (در یک برنامه منظم و پرورشی) رژیم غذایی مناسبی برای لاروهای جالوت در اسارت فراهم می‌نماید. با همه اینها؛ مناسب است که بستری از برگ‌ها و چوب‌های نیمه مرطوب و پوسیده برای رشد آنها فراهم گردد.

## نگارخانه

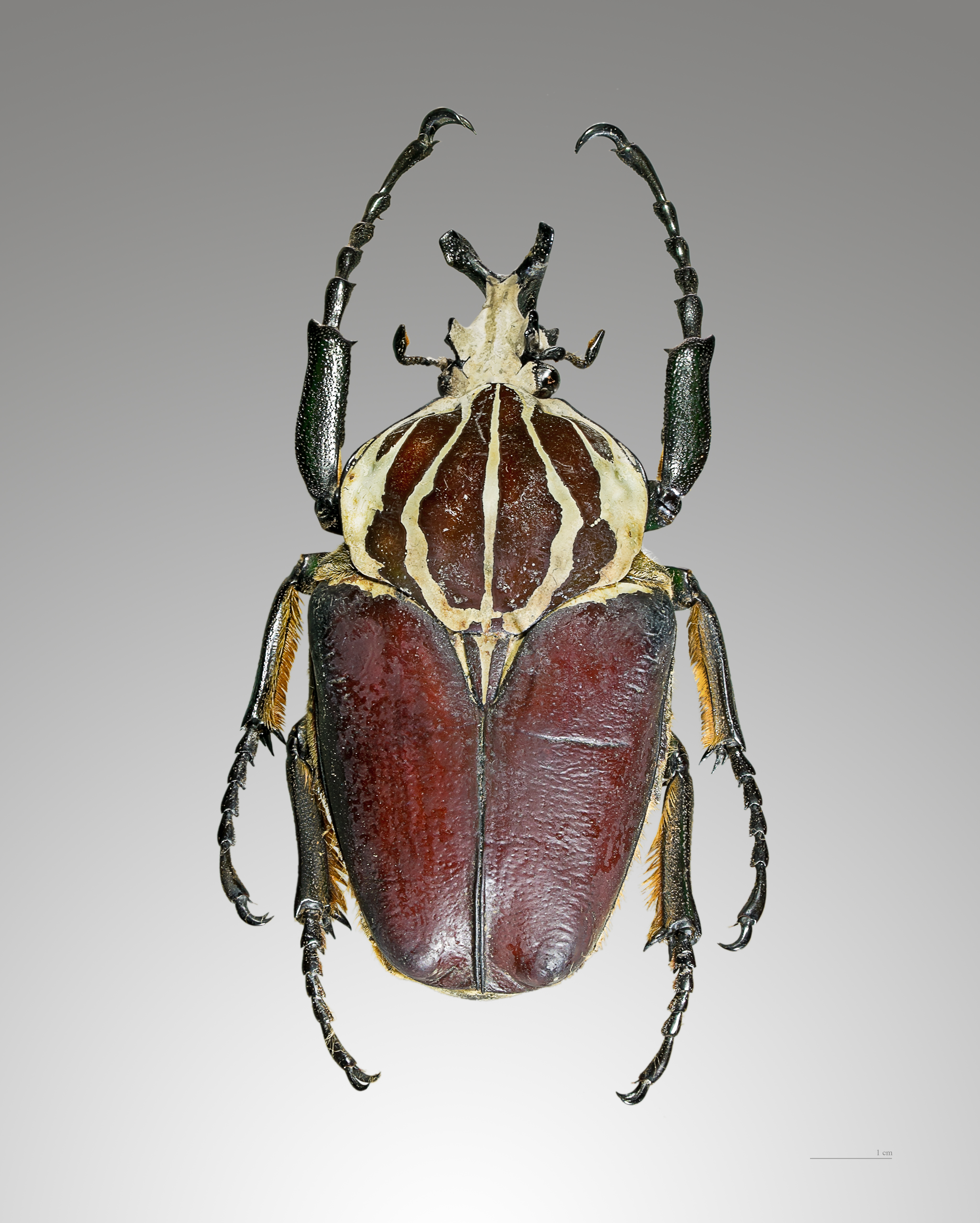
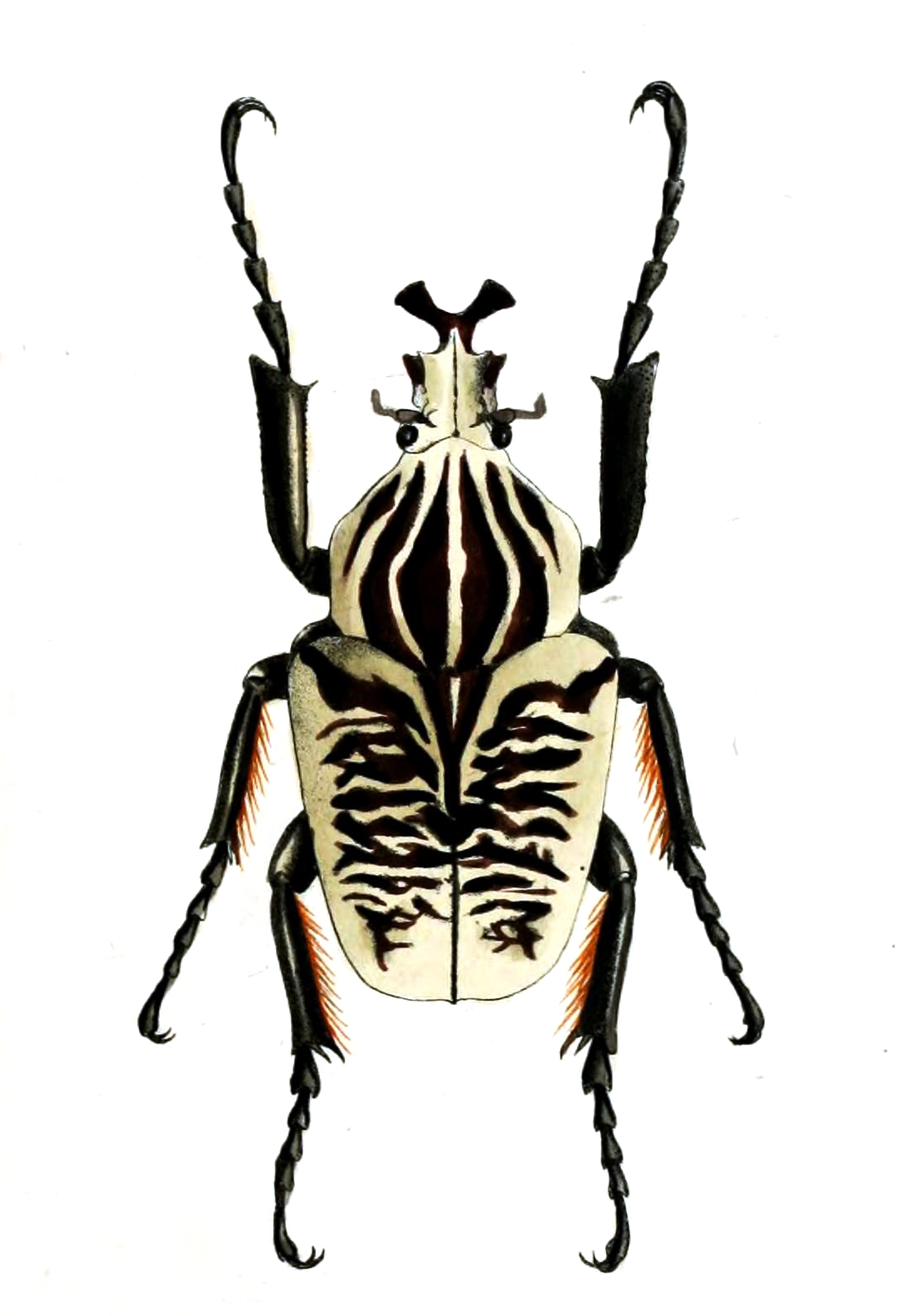
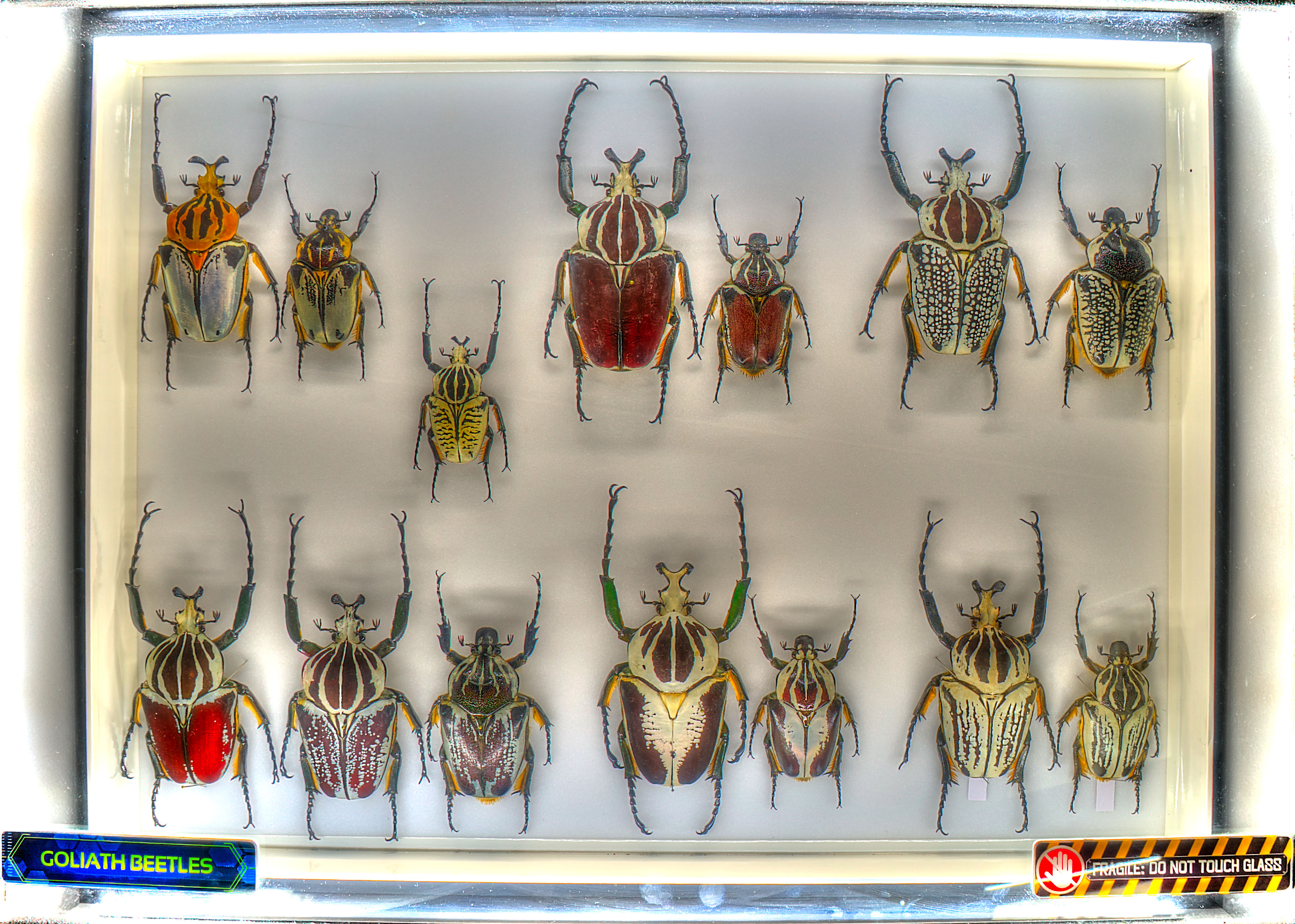
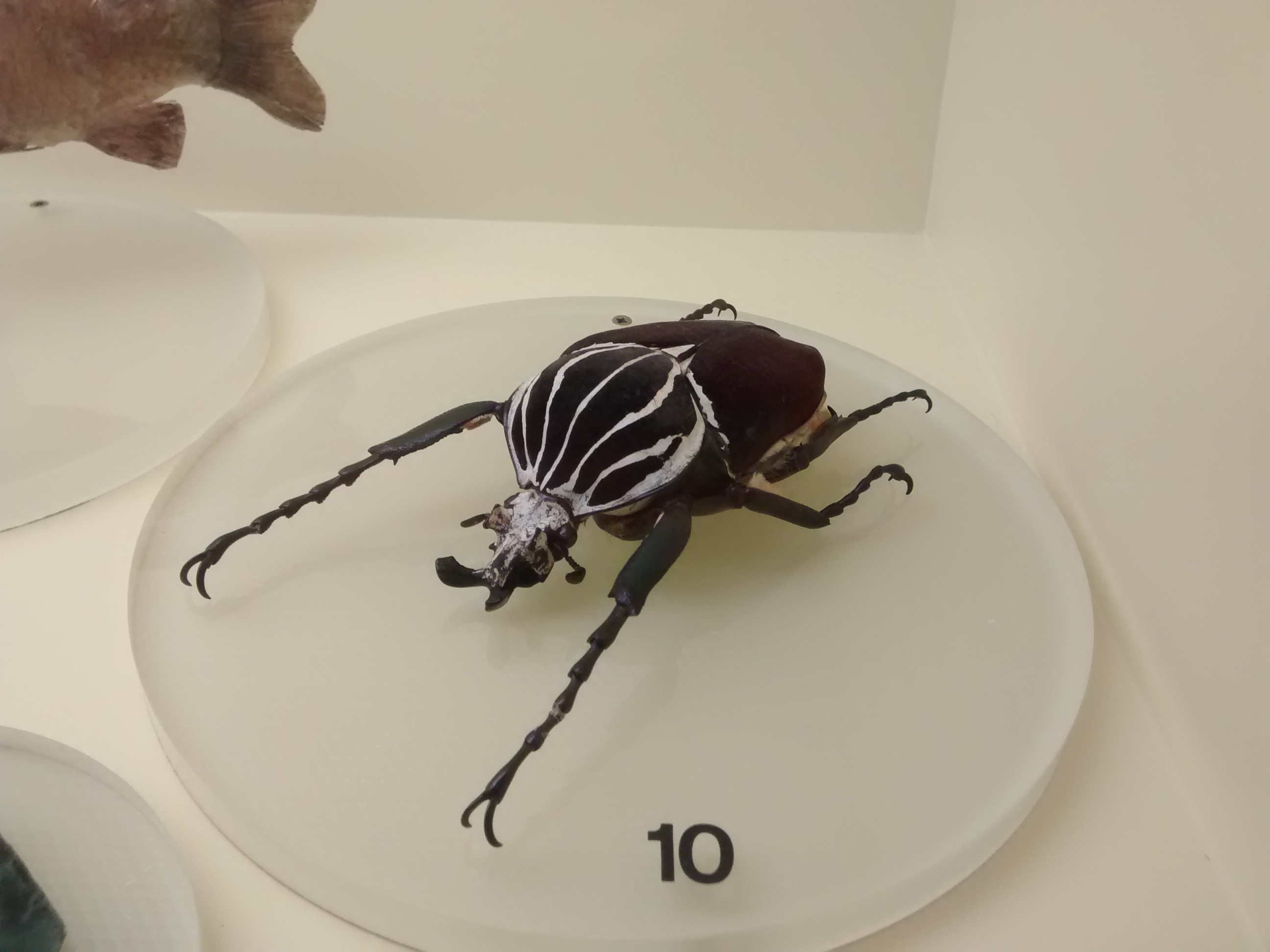